# Hieracium adenophyton
Hieracium adenophyton es una especie de planta con flor del género Hieracium, de la familia Asteraceae, orden Asterales.

## Distribución
Hieracium adenophyton se distribuye por Austria, Suiza, Italia y Alemania.

## Taxonomía
Fue descrita científicamente por (Zahn) Zahn. Fue publicada en H.Schinz & R.Keller, Fl. Schweiz, ed. 2, 2: 317 (1905).